# Can Massa Súria
Can Massa Súria és una casa de Vidreres (Selva) inclosa a l'Inventari del Patrimoni Arquitectònic de Catalunya.

## Descripció
Edifici rectangular de dues plantes i coberta a dues aigües a laterals. Actualment, està dividida en dos habitatges. Les obertures són totes rectangulars i emmarcades de pedra, de les quals destaca la gran llinda de la porta principal, de granit, i la finestra del primer pis que hi ha sobre la porta. Aquesta està decorada amb un ampit ple d'arcuacions i motllures i uns muntants també decorats.
A tocar de la casa hi ha alguns adossats del segle XX i a l'entorn proper una casa nova dels fills de la família.
A la paret existeix un rellotge de sol gravat i pintat.

## Història
La casa es va partir en herència a mitjan segle xix.